# 塔皮奥·莱沃
塔皮奥·莱沃（芬蘭語：Tapio Levo，1956年9月24日—），芬兰男子冰球运动员，场上位置是后卫。他曾代表芬兰国家队参加1980年冬季奥林匹克运动会冰球比赛，获得第四名。